# Junior Walker
Pour les articles homonymes, voir Walker et Mixon.
Junior Walker est le nom de scène de Autry DeWalt Mixon Jr., né le 14 juin 1931 à Blytheville dans l'Arkansas et mort le 23 novembre 1995  à Battle Creek dans le Michigan, est un saxophoniste et chanteur américain de rhythm and blues.

## Jeunesse
Il grandit à South Bend, dans l'Indiana et commence à jouer du saxophone à l'école secondaire. Son style de saxophone est le point d'ancrage du son des groupes dans lesquels il jouera plus tard.

## Carrière
Il commence sa carrière au milieu des années 1950 en fondant son propre groupe, les Jumping Jacks. Son ami de longue date et batteur Billy Nicks (1935-2017) avait formé son propre groupe, les Rhythm Rockers. Périodiquement, Billy Nicks assistait aux spectacles de Jumping Jack, et Walker assistait aux spectacles des Rhythm Rockers.
Billy Nicks obtient alors une émission permanente dans une station de télévision locale à South Bend, et demande à Junior Walker ainsi qu'au claviériste Fred Patton de le rejoindre. Billy Nicks demande à Willie Woods (1936-1997), un chanteur local, de jouer avec le groupe et d'apprendre à jouer de la guitare. Lorsque Billy Nicks est enrôlé dans l'armée américaine, Walker convainc le groupe de déménager de South Bend à Battle Creek.
Lors de son passage à Benton Harbor, Junior Walker recrute un batteur, Tony Washington, pour remplacer Billy Nicks. Finalement, Fred Patton quitte le groupe, et Victor Thomas le remplace. Le nom original, The Rhythm Rockers, change et devient The All Stars. Le style de Junior Walker s'inspire du jump blues et des débuts du rhythm and blues, particulièrement de musiciens comme Louis Jordan, Earl Bostic et Illinois Jacquet.
Le groupe est repéré par Johnny Bristol (en), qui le recommande en 1961 à Harvey Fuqua, qui possédait ses propres labels. Une fois que le groupe commence à enregistrer sur le label Harvey, leur nom est changé en Jr Walker All Stars. Ce nom est à nouveau modifié lorsque les labels de Harvey Fuqua sont repris par Berry Gordy de Motown, et ainsi, Jr. Walker & the All Stars deviennent membres de la famille Motown, enregistrant pour leur marque Soul en 1964.
Les membres du groupe changent après l'acquisition du label Harvey. Tony Washington, le batteur, quitte le groupe, et James Graves le rejoint. Leur premier tube, Shotgun (en), écrit et composé par Junior Walker et produit par Berry Gordy, avec en vedette les Funk Brothers James Jamerson à la basse et Benny Benjamin à la batterie . Shotgun s'est classé 4e au Billboard Hot 100 et 1er au palmarès R&B en 1965, suivi de nombreux autres succès, tels que (I'm a) Road Runner, Shake and Fingerpop et des reprises de deux chansons de Motown Come See About Me (en) et How Sweet It Is (To Be Loved by You) (en) qui avaient déjà été des succès des Supremes et de Marvin Gaye, respectivement. En 1966, James Graves part et est remplacé par Billy Stix Nicks. Les succès se poursuivent avec des titres comme I'm a Road Runner et Pucker Up Buttercup.
En 1969, le groupe connait un autre succès en entrant dans le top 5, What Does It Take (To Win Your Love) (en). Une réunion du contrôle qualité de Motown avait rejeté cette chanson, mais les DJs de la station de radio rendent le titre populaire, ce qui le fait sortir en simple, et lui vaut d'être numéro 4 sur le Hot 100 et numéro 1 sur le R&B charts. À partir de ce moment, Walker chante plus sur les disques qu'il ne le faisant en début de carrière. En 1979, Walker se lance en solo, dissout les All Stars et signe sous le label Whitfield Records (en) de Norman Whitfield, mais il n'a pas autant de succès seul qu'il n'en avait eu avec les All Stars pendant sa période Motown.
Walker reforme les All Stars dans les années 1980. Le 11 avril 1981, il est l'invité musical de la finale de la saison de Saturday Night Live. L'album 4 de Foreigner en 1981 met en vedette le solo de saxophone de Junior Walker sur Urgent. Il enregistre par la suite sa propre version de la chanson Blow the House Down pour l'album éponyme des All Stars en 1983. La version de Junior Walker se trouve également dans le film joué par Madonna en 1985, Recherche Susan désespérément. En 1983, il signe à nouveau pour Motown. La même année, il participe à l'émission spéciale de télévision Motown 25, diffusée le 16 mai 1983.
En 1988, Walker joue aux côtés de Sam Moore comme membre du duo soul de fiction The Swanky Modes dans la comédie Tapeheads. Plusieurs chansons sont enregistrées pour la bande originale, dont Bet Your Bottom Dollar et Ordinary Man, produit par Nigel Harrison (en), ancien membre de Blondie.

## Décès et héritage
Walker décède d'un cancer à l'âge de 64 ans, à Battle Creek, le 23 novembre 1995. Il venait d'être intronisé à la Rhythm and Blues Foundation cette même année. Il est inhumé au cimetière d'Oak Hill, à Battle Creek, au Michigan, et sa tombe porte comme inscription son nom de naissance Autry DeWalt Mixon Jr., ainsi que son nom de scène.
Son morceau Shotgun est intronisé au Grammy Hall of Fame en 2002.
Jr. Walker & The All Stars sont élus au Michigan Rock and Roll Legends Hall of Fame en 2007.

## Discography

### Albums
- Soul 701 – Shotgun (1965)
- Soul 702 – Soul Session (1966)
- Soul 703 – Road Runner (1966)
- Soul 705 – "Live" (1967)
- Soul 710 – Home Cookin'  (1969)
- Soul 718 – Greatest Hits (1969)
- Tamla Motown STML/TML11140 – These Eyes
- Soul 721 – Gotta Hold on to This Feeling (1969; reissued in 1970 as What Does It Take to Win Your Love)
- Soul 725 – Live (1970)
- Soul 726 – A Gassssssssss! (1970)
- Soul S732L – Rainbow Funk (1971)
- Soul 733 – Moody Jr (1971)
- Tamla Motown STML11224 – Greatest Hits Vol 2
- Soul 738 –  Peace and Understanding is Hard to Find (1973)
- Soul S6-742 – Jr Walker & The All Stars (1973; cancelled in U.S.)
- Motown M7-786 – Anthology (2-LP; 1974)
- Soul S6-745 – Hot Shot (1976)
- Soul S6-747 – Sax Appeal (1976)
- Soul S6-748 – Whopper Bopper Show Stopper (1977)
- Soul S6-750 – Smooth (1978)
- Whitfield WHK 3331 – Back Street Boogie (1979)
- Motown 6053ML – Blow the House Down (1983)
- Tamla Motown STMS5054 – Greatest Hits

### Singles
| Year | A-side, B-side Les 2 faces proviennent du même album, sauf indication contraire       | US Billboard Hot 100 | U.S. R&B | UK Singles Chart | Album                                 |
| ---- | ------------------------------------------------------------------------------------- | -------------------- | -------- | ---------------- | ------------------------------------- |
| 1962 | "Twist Lackawanna" b/w "Willie's Blues" (Non-album track)                             | -                    | -        | -                | Road Runner                           |
| 1962 | "Cleo's Mood" b/w "Brainwasher" (from Soul Session)                                   | -                    | -        | -                | Shotgun                               |
| 1963 | "Good Rockin'" b/w "Brainwasher Pt. 2" (Non-album track)                              | -                    | -        | -                | Soul Session                          |
| 1964 | "Satan's Blues" b/w "Monkey Jump" (from Shotgun)                                      | -                    | -        | -                | Soul Session                          |
| 1965 | "Shotgun" b/w "Hot Cha"                                                               | 4                    | 1        | -                | Shotgun                               |
| 1965 | "Do The Boomerang" b/w "Tune Up"                                                      | 36                   | 10       | -                | Shotgun                               |
| 1965 | "Shake and Fingerpop"                                                                 | 29                   | 7        | -                | Shotgun                               |
| 1965 | "Cleo's Back"                                                                         | 43                   | 7        | -                | Shotgun                               |
| 1966 | "(I'm A) Road Runner" b/w "Shoot Your Shot"                                           | 20                   | 4        | 12               | Shotgun                               |
| 1966 | "Cleo's Mood" b/w "Baby You Know You Ain't Right" (from Road Runner)                  | 50                   | 14       | -                | Shotgun                               |
| 1966 | "How Sweet It Is (To Be Loved by You)" b/w "Nothing But Soul"                         | 18                   | 3        | 22               | Road Runner                           |
| 1966 | "Money (That's What I Want), Pt.1" b/w "Money (That's What I Want), Pt. 2"            | 52                   | 35       | -                | Road Runner                           |
| 1967 | "Pucker Up Buttercup" b/w "Anyway You Wanta"                                          | 31                   | 11       | -                | Road Runner                           |
| 1967 | "Shoot Your Shot" b/w "Ain't That The Truth"                                          | 44                   | 33       | -                | Shotgun                               |
| 1967 | "Come See About Me" b/w "Sweet Soul"                                                  | 24                   | 8        | -                | Home Cookin'                          |
| 1968 | "Hip City, Pt. 2" b/w "Hip City, Pt. 1"                                               | 31                   | 7        | -                | Home Cookin'                          |
| 1968 | "Home Cookin'" b/w "Mutiny"                                                           | 42                   | 19       | -                | Home Cookin'                          |
| 1969 | "What Does It Take (To Win Your Love)" b/w "Brainwasher (Part 1)" (from Soul Session) | 4                    | 1        | 13               | Home Cookin'                          |
| 1969 | "These Eyes" b/w "I've Got To Find A Way To Win Maria Back"                           | 16                   | 3        | -                | What Does It Take To Win Your Love    |
| 1970 | "Gotta Hold On To This Feeling" b/w "Clinging To The Thought That She's Coming Back"  | 21                   | 2        | -                | What Does It Take To Win Your Love    |
| 1970 | "Do You See My Love (For You Growing)" b/w "Groove and Move"                          | 32                   | 3        | -                | A Gasssss                             |
| 1970 | "Holly Holy" /                                                                        | 75                   | 33       | -                | A Gasssss                             |
| 1970 | "Carry Your Own Load"                                                                 | -                    | 50       | -                | A Gasssss                             |
| 1971 | "Take Me Girl, I'm Ready" b/w "Right On Brothers and Sisters"                         | 50                   | 18       | 16               | Rainbow Funk                          |
| 1971 | "Way Back Home" b/w "Way Back Home" (Instrumental)                                    | 52                   | 24       | 35               | Rainbow Funk                          |
| 1972 | "Walk In The Night" b/w "I Don't Want To Do Wrong"                                    | 46                   | 10       | 16               | Moody Jr.                             |
| 1972 | "Groove Thang" b/w "Me and My Family"                                                 | -                    | -        | -                | Moody Jr.                             |
| 1973 | "Gimme That Beat (Part 1)" b/w "Gimme That Beat (Part 2)"                             | -                    | 50       | -                | Peace & Understanding Is Hard To Find |
| 1973 | "I Don't Need No Reason" b/w "Country Boy"                                            | -                    | -        | -                | Peace & Understanding Is Hard To Find |
| 1973 | "Peace and Understanding (Is Hard To Find)" b/w "Soul Clappin'"                       | -                    | -        | -                | Peace & Understanding Is Hard To Find |
| 1974 | "Dancin' Like They Do On Soul Train" b/w "I Ain't That Easy To Lose"                  | -                    | -        | -                | Jr. Walker & The All Stars            |
| 1976 | "I'm So Glad" b/w "Soul Clappin'" (from Peace & Understanding Is Hard To Find)        | -                    | -        | -                | Hot Shot                              |
| 1976 | "You Ain't No Ordinary Woman" b/w "Hot Shot"                                          | -                    | -        | -                | Hot Shot                              |
| 1977 | "Hard Love" b/w "Whopper Bopper Show Stopper" (from Whopper Bopper Stopper Show)      | -                    | -        | -                | Smooth                                |
| 1979 | "Wishing On A Star" b/w "Back Street Boogie"                                          | -                    | 89       | -                | Back Street Boogie                    |
| 1979 | "Back Street Boogie" b/w "Don't Let Me Go Astray"                                     | -                    | -        | -                | Back Street Boogie                    |
| 1983 | "Blow The House Down" b/w "Ball Baby" (from Blow The House Down)                      | -                    | -        | -                |                                       |

### Source de la traduction
- (en) Cet article est partiellement ou en totalité issu de l’article de Wikipédia en anglais intitulé « Junior Walker » (voir la liste des auteurs).